# Helen Benson
Gertrude Helen Benson (née Rawson, 25 janvier 1886 - 20 février 1964) est une professeure néo-zélandaise d'économie domestique.

## Jeunesse et éducation
Benson est née à Bradford, Yorkshire, Angleterre, le 25 janvier 1886, d'Agnes Annie Cragg et de son mari, Joseph Cordingley Rawson, un filateur de coton. Benson fréquente l'école à Bradford avant de se lancer dans les voyages en sciences naturelles par l'intermédiaire du Newnham College.
Benson obtient son baccalauréat en sciences naturelles à Cambridge, mais n'obtient son diplôme qu'en 1919, quelques années après avoir terminé.

## Université d'Otago
Après avoir obtenu un diplôme de troisième cycle en sciences domestiques et sociales du King's College de Londres, Benson est nommée maître de conférences en chimie et en économie domestique et sociale à la School of Home Sciences de l'Université d'Otago à partir de 191 .
Lorsque le professeur Winifred Boys-Smith prend sa retraite en 1920, Benson devient professeure de sciences domestiques et doyenne de la faculté des sciences domestiques. Elle épouse le professeur de géologie Noel Benson en décembre 1923, chez ses parents à Killara, en Nouvelle-Galles du Sud. Après son mariage, elle démissionne de son poste à l'université.
En 1920, après avoir étudié aux États-Unis et au Canada, Benson fonde la branche néo-zélandaise de la Fédération internationale des femmes universitaires et en est la première présidente ,.
Benson participe activement à la réinstallation des réfugiés en Nouvelle-Zélande dans les années 1930 et donne des conférences sur les affaires internationales par le biais de la Workers' Educational Association.
De 1939 à 1948, elle siège au Sénat de l'Université de Nouvelle-Zélande et participe au Conseil national des femmes de Nouvelle-Zélande, qu'elle représente lors d'une réunion du Conseil international des femmes à Paris en 1934. Benson et son mari sont tous deux Quaker. Ensemble, ils représentent la Nouvelle-Zélande au Congrès scientifique panpacifique de 1925 au Japon.
Benson est décédée le 20 février 1964 à Dunedin, son mari étant décédé avant elle en 1957. Ils n'ont pas d'enfants.
En 2017, elle est sélectionnée comme l'une des « 150 femmes en 150 mots » de la Société royale de Nouvelle-Zélande.